# Symmachia probetor
Espèce
Symmachia probetor est une espèce d'insectes lépidoptères de la famille des Riodinidae et du genre Symmachia.

## Taxonomie
Symmachia probetor a été décrit par Stoll en 1782 sous le nom de Papilio probetor.
Les travaux Jean-Yves Gallard et Christian Brévignon parus en 1998 puis de C.J.Callaghan et G.Lamas en 2002 ont permis de clarifier la classification et de différencier deux espèces Symmachia praxilla et Symmachia estellina longtemps confondues avec Symmachia probetor,.
Synonymie : Symmachia probetrix Hübner, 1819

### Liste des sous-espèces
Selon BioLib (5 novembre 2020) :
- sous-espèce Symmachia probetor championi Godman & Salvin, 1886 ; présent au Guatemala[1].
- sous-espèce Symmachia probetor probetor (Stoll, 1782)

### Nom vernaculaire
Symmachia probetor se nomme Red-costa Metalmark anglais 

## Description
Symmachia probetor est un papillon aux ailes antérieures à bord costal très bossu, de couleur marron à reflets bleu vert métallisé d'un bleu intense à la base, le long du bord costal des antérieures et dans les aires postdiscales. Les ailes postérieures sont caractérisées par une large bande orange le long du bord costal.
Le revers est marron chocolat clair avec un reflet bleu vert métallisé et une bande plus claire, argentée, au bord interne des ailes antérieures.

## Biologie
En Guyane l'imago a été observé en copulation en mars.

## Écologie et distribution
Symmachia probetor est présent au Mexique, au Nicaragua, au Guatemala, au Surinam, en Guyana, en Guyane et au  Brésil.

### Biotope
Symmachia probetor réside dans la forêt primaire.

### Protection
Pas de statut de protection particulier.